# RENFE serie 102
De RENFE serie 102 of S-102 (bijnaam Pato, Spaans voor eend) is een hogesnelheidstrein voor de Spaanse staatsspoorwegmaatschappij RENFE. Daarbuiten brengt Talgo deze trein als Talgo 350 op de markt.